# Crvena Paprat
Crvena Paprat (cyr. Црвена Папрат) – wieś w Czarnogórze, w gminie Podgorica. W 2011 roku liczyła 69 mieszkańców.